# Kåfjord, Alta kommun
Se även Kåfjords kommun vid Lyngenfjorden i Troms fylke.
Kåfjord (nordsamiska: Njoammelgohppi, kvänska: Kaavuono) är en by i Alta kommun i Finnmark fylke i norra Norge. Byn ligger vid Kåfjorden, den innersta delen av Altafjorden, 15 kilometer väster om centralorten Alta.
I Kåfjord grundades 1826 ett kopparverk (Alten Kobberverk eller Alten Copper Works) av engelsmannen John Rice Crowe och skotten Henry Dick Woodfall. Verket försörjdes med malm från flera gruvfält, främst kring Kåfjord men även i Kvænangen och Raipas. I och med kopparverket byggdes butik (1829), kyrka (1837), teatern Ultima Thule (1840), skolhus, postkontor med mera i Kåfjord. Runt 1840 var verket den största industrin på Nordkalotten och sysselsatte över 650 arbetare. Kåfjord blev den största orten i Finnmark fylke. Denna första driftperiod varade fram till 1878. 
När Léonie d'Aunet besökte Kåfjord 1839 konstaterade hon förvånat att det fanns betydligt mer civilisation i denna lilla bruksort än i Hammerfest. Gruvägarna Crowe och Woodfall förfogade över stiliga våningar med mattor, böcker, tavlor och piano. Såväl mat som klädsel var i nivå med vad denna unga parisiska var van vid. d’Aunet berättade att de flesta gruvarbetarna kom från Storbritannien eller Sverige, men att även en del bönder från Finnmark och några samer på senare år tagit anställning här. Barnen i samhället såg friska ut. Men själva gruvorna, som d'Aunet besökte, var förfärliga. Gruvgångarna var låga och fuktiga, luften tjock av svavelångor. Belysningen bestod av facklor. Efter tre timmar i gruvgångarna tyckte d'Aunet verkligen synd om arbetarna.
Efter att ha legat nere sedan 1878 återupptogs gruvdriften 1897 på initiativ av svensken Nils Persson, även kallad malmkungen. Driften pågick fram till 1909.
Under andra världskriget var Kåfjord huvudkvarter för tyskarnas krigföring i nordvästra Ryssland. Slagskeppet Tirpitz låg för ankar här 1943, när brittiska miniubåtar placerade tidsinställda laddningar under fartyget och försatte det i stridsodugligt skick. Alla byggnader i Kåfjord utom kyrkan brändes 1944 under tyskarnas tillbakaryckning. Idag finns ett Tirpitzmuseum i Kåfjord.